# كيلي إل. موران
كيلي إل. موران (بالإنجليزية: Kelly L. Moran)‏ هي رسامة وعاملة إنشاء ومؤلفة أمريكية، ولدت في 1960 في كومبرلاند ‏ في المملكة المتحدة.